# Beinn na Caillich
Beinn na Caillich är ett berg i Storbritannien.   Det ligger i kommunen Highland och riksdelen Skottland, i den nordvästra delen av landet, 700 km nordväst om huvudstaden London. Toppen på Beinn na Caillich är 733 meter över havet. Beinn na Caillich ligger på ön Isle of Skye.
Terrängen runt Beinn na Caillich är huvudsakligen kuperad, men åt nordväst är den platt. Havet är nära Beinn na Caillich åt nordväst. Trakten runt Beinn na Caillich är nära nog obefolkad, med mindre än två invånare per kvadratkilometer. Närmaste större samhälle är Glenelg, 5,7 km sydost om Beinn na Caillich. I omgivningarna runt Beinn na Caillich växer i huvudsak blandskog.